# Kokai-gawa
La rivière Kokai (小貝川, Kokai-gawa) est un cours d'eau du Japon dont le cours est entièrement situé dans la plaine de Kantō. Elle est un affluent du fleuve Tone.

## Géographie
Le bassin versant de la rivière Kokai, d'une superficie de 1 043 km2, s'étale sur les deux préfectures de Tochigi, et d'Ibaraki. La rivière, longue de 112 km, est un affluent du fleuve Tone. Elle prend sa source dans l'ancien village de montagne de Minaminasu intégré depuis 2005 à la ville de Nasukarasuyama

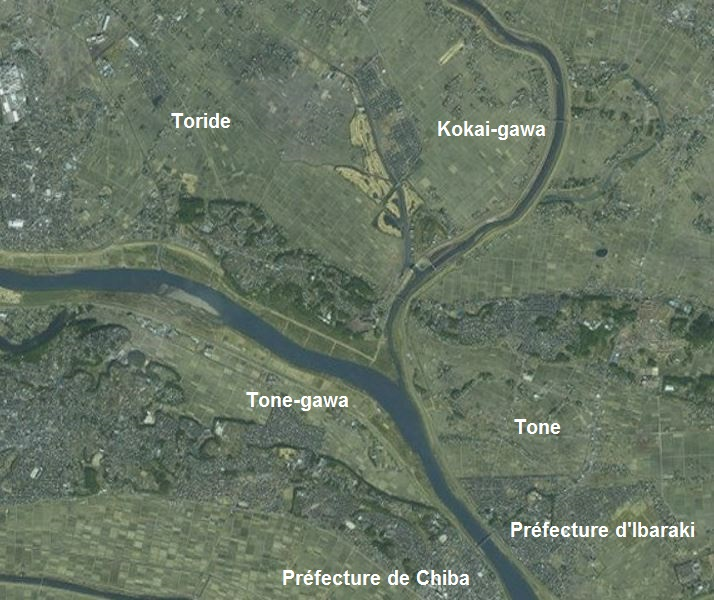
Point de confluence de la rivière Kokai et du fleuve Tone.

Au sud-ouest de Nasukarasuyama, son cours s'oriente vers le sud, traverse les bourgs d'Ichikai et de Mashiko, le sud-est de la ville de Mooka, et passe, dans la préfecture d'Ibaraki, dans la ville de Chikusei, du nord au sud, puis dans l'est des villes de Shimotsuma, de Jōsō et l'ouest de Tsukubamirai. Dans le sud de cette dernière, le cours de la rivière Kokai s'infléchit brusquement vers l'est en entrant dans Toride.
La rivière se jette dans le fleuve Tone dans le sud-est de Toride.

### Toponymie
Selon une première interprétation, la rivière Kokai devrait son nom au fait de la présence de nombreux amas coquilliers dans son bassin,.
Selon une deuxième interprétation, le nom traduirait le fait qu'elle serpentait autrefois sur la frontière séparant les provinces de Hitachi et de Shimōsa,.
Une troisième interprétation affirme que le nom de la rivière Kokai est un nom d'origine aïnou et signifierait « rivière peu profonde ».

## Histoire
Avant l'ère Edo (1603–1868), la rivière Kokai est le principal affluent du fleuve Keno, un fleuve qui se jette dans la mer de Katori, une mer intérieure aujourd'hui disparue et qui comprenait la région des lacs Kasumigaura, Tega et Inba.
Pendant l'ère Edo, des travaux d'aménagement du bassin du fleuve Tone sont effectués pour prévenir les inondations et permettre le transport de voyageurs et de marchandises par voie fluviale. Au service du shogun Tokugawa Ieyasu, Ina Tadatsugu, promu gouverneur du Kantō, commence les travaux de séparation de la rivière Kokai et du fleuve Keno et connecte ce dernier au fleuve Tone. Son fils Tadamasa les termine avec la connexion de la Kokai-gawa au Tone-gawa, la construction de la digue Fukuoka et la création de nouvelles rizières. Depuis, la Kokai-gawa est un affluent du fleuve Tone.

## Principaux affluents
Les principaux affluents de la rivière Kokai sont :
- La rivière Gogyō à Chikusei ;
- La rivière Yata à Ryūgasaki.

## Ponts
En 2015, la rivière Kokai est enjambée par 67 ponts dont le pont en bois Omenuma à Tsukubamirai, un passage piéton datant de 1956 et reliant les anciens villages d'Hiranuma et Shimoome.

## Catastrophes naturelles
Les travaux d'aménagement du bassin de la rivière Kokai, effectués depuis l'ère Edo pour contrôler les crues tout le long du cours d'eau, n'empêchent pas toujours les inondations dues aux débordements de la rivière provoqués par la pluie, tombant en trombes d'eau dans l'intérieur des terres, ou par un typhon venu de l'océan Pacifique.

### Inondations de 1938
En juillet 1938, des pluies torrentielles engendrées par un typhon provoquent le débordement de la rivière Kokai. Plus de 8 500 habitations sont inondées et 9 personnes sont mortes ou portées disparues.

### Inondations de 1950
En août 1950, le passage d'un cyclone tropical provoque le débordement de la rivière Kokai. Les inondations subséquentes endommagent plus de 7 000 maisons et 3 personnes sont déclarées mortes ou disparues.

### Inondations de 1986
En octobre 1986 le passage d'un typhon dans la plaine de Kantō fait déborder la Kokai-gawa de son lit ; près de 4 500 habitations sont inondées le long de la rivière.

## Écosystème

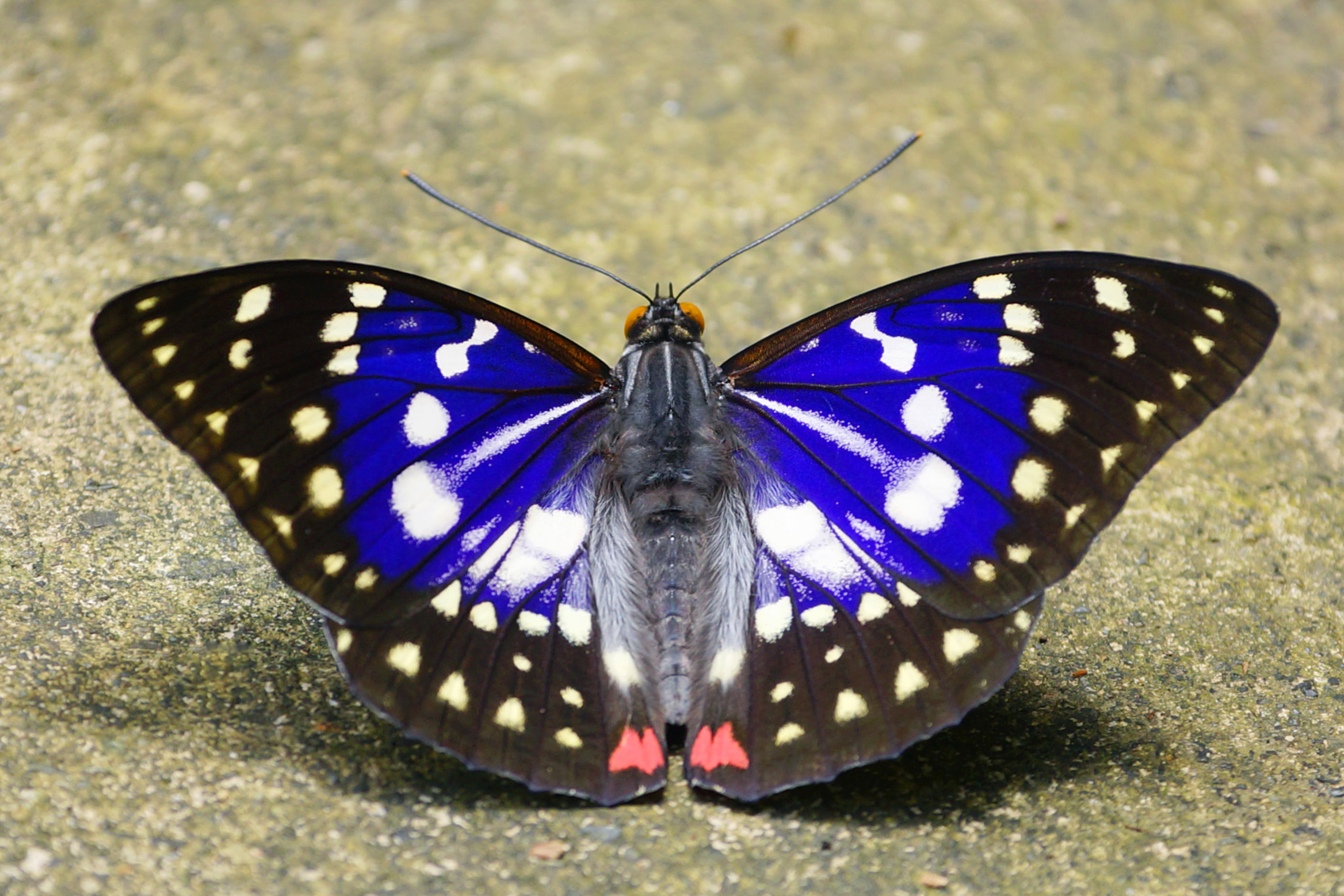
L'empereur du Japon.

La rivière Kokai, en grande partie située dans des plaines, reçoit les eaux de drainage de nombreuses terres agricoles entraînant l'accumulation de terre sur ses berges ce qui favorise le développement de la végétation. Ainsi, les berges de la Kokai-gawa sont plantées de cerisiers du Japon, de chênes du Japon dont les feuilles nourrissent l'empereur du Japon, « papillon national » de l'archipel japonais, de micocouliers de Chine et de diverses espèces de viornes et d'érables.
De nombreuses espèces de plantes aquatiques sont répertoriés : le cresson d’eau, des espèces d'œillets et d'asters et des robiniers, par exemple. Des euphorbes, la Gagea japonica, une variété japonaise de gagée, l'eupatoire du Japon, d'importantes colonies de limoselles aquatiques et des espèces de renoncules sont aussi recensées.